# بازی بچگانه (فیلم ۱۹۷۲)
بازی کودکانه (انگلیسی: Child's Play) فیلمی در ژانر معمایی و درام به کارگردانی سیدنی لومت است که در سال ۱۹۷۲ منتشر شد. از بازیگران آن می‌توان به جیمز میسون، رابرت پرستون و بو بریجز اشاره کرد.

## خلاصه فیلم
در یک مدرسه پسرانه، یک مربی ورزش جدید در دشمنی بین دو معلم گرفتار می‌شود و به حقایق تلخی دست می‌یابد...